# Aldusblatt

Aldusblatt in zwei Formen (ITC Zapf Dingbats)

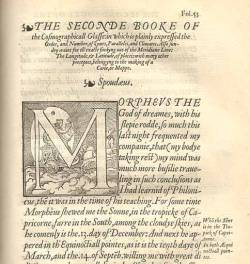
Aldusblätter als Alinea (Cuningham: The Cosmographical Grasse. London 1559)

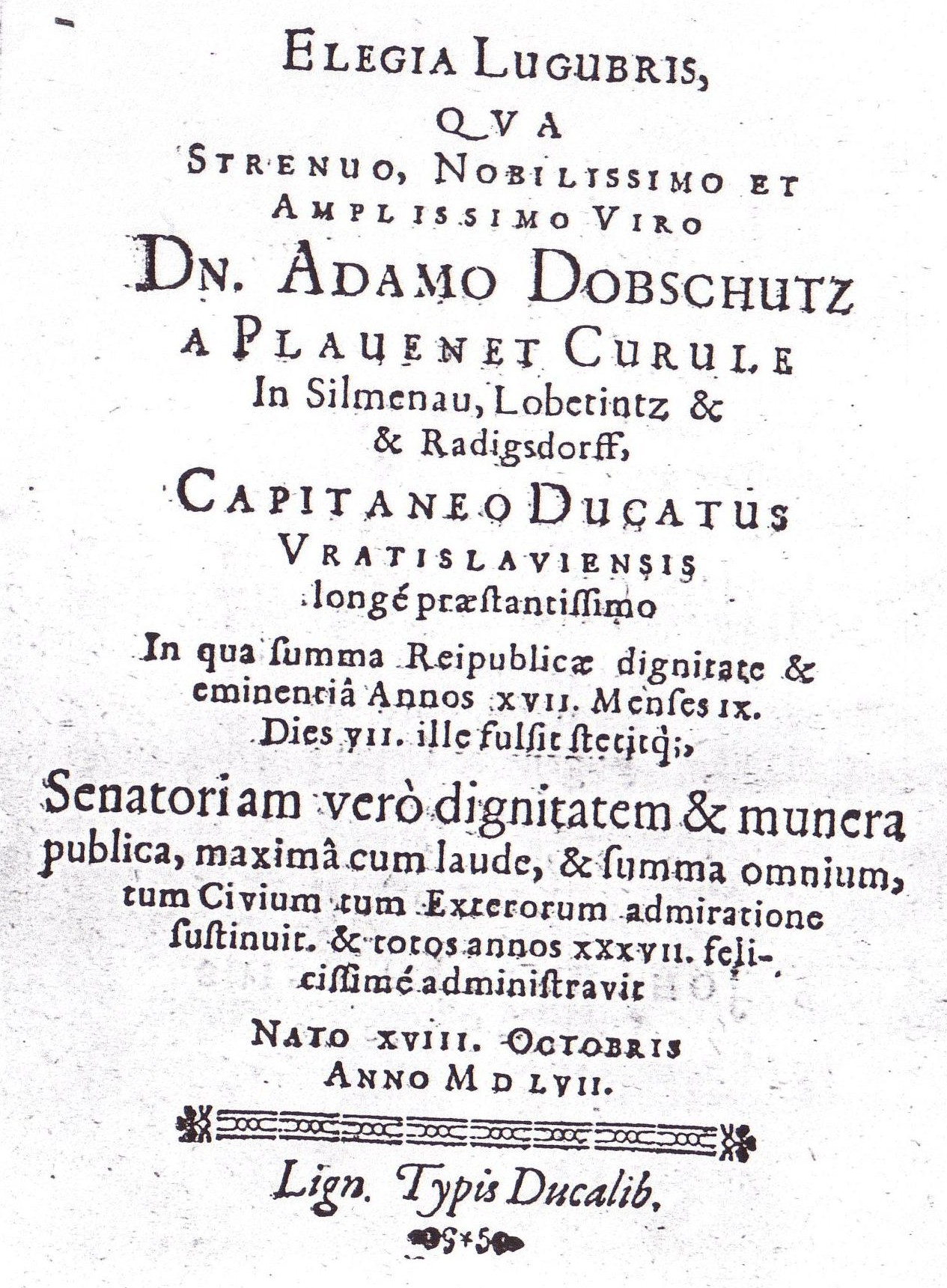
Zwei liegende Aldusblätter am unteren Rand (Huldigung auf Adam von Dobschütz, Historischer Druck um 1600)

Das Aldusblatt ist eine Ornamentform, die nach dem italienischen Buchdrucker und Verleger Aldus Manutius (15./16. Jh.) benannt ist. Dieser verwendete das herzförmige Blatt als Schmuck in seinen Büchern. Eine andere Bezeichnung für das Aldusblatt ist Hedera-Zeichen nach der lateinischen Bezeichnung für Efeu, mit dessen Blattform es eine gewisse Ähnlichkeit hatte. Jedoch wurde das Aldusblatt im Laufe der Zeit immer weiter zur Herzform stilisiert. Typografisch gesehen gehört es zu den Fleurons, den blumenartigen Zierornamenten.

## Geschichte
Bereits in frühgriechischen Inschriften ist das Aldusblatt zu finden. In der Frührenaissance wird es als Alineazeichen, als Einleitungszeichen für einen Absatz verwendet. Durch seine häufige Verwendung bei Aldus Manutius fand es im 16. Jahrhundert eine noch größere Verbreitung als Schlussstück für eine Textpassage oder zur Zierde von Titelblättern. Auf alten Drucken kennzeichnete es daneben die Druckerwerkstatt, aus der diese stammten.
Heutzutage wird dieses Symbol im Allgemeinen nur noch selten verwendet. Hans Peter Willberg verwendet es in seinem Werk „Schriften erkennen“ (1981), um den Beginn zusätzlicher Kommentare zu markieren. Das Aldusblatt ist das Logo des Verlages Hermann Schmidt in Mainz.

Form des 16. Jh., französisch

## Schriftzeichen
Im Unicode ist das Aldusblatt in drei Varianten codiert. Eine findet sich im Unicode-Block Verschiedene Symbole, zwei im Unicode-Block Dingbats:
| Grafik | Zeichen | Unicode Position | Unicode Bezeichnung                  | HTML hexadezimal | HTML dezimal | UTF-8 hexadezimal | LaTeX pifont-Paket      |
| ------ | ------- | ---------------- | ------------------------------------ | ---------------- | ------------ | ----------------- | ----------------------- |
|        | ☙       | U+2619           | REVERSED ROTATED FLORAL HEART BULLET | &#x2619;         | &#9753;      | E2 98 99          | \reflectbox{\ding{167}} |
|        | ❦       | U+2766           | FLORAL HEART                         | &#x2766;         | &#10086;     | E2 9D A6          | \ding{166}              |
|        | ❧       | U+2767           | ROTATED FLORAL HEART BULLET          | &#x2767;         | &#10087;     | E2 9D A7          | \ding{167}              |

Die letzten beiden Zeichen sind unter anderem in der Schriftart ZapfDingbats BT vorhanden, und den meisten Unicode-tauglichen Fonts implementiert. Die Schriftsippe Thesis bietet daneben noch weitere Formen des Aldusblattes. Im Textsatzprogramm LaTeX kann das Aldus-Blatt mit dem pifont-Paket, das die meisten der Sonderzeichen der Schriftart Zapf Dingbats von Hermann Zapf bereitstellt, auch ohne Unicode verwendet werden.